# الحزب الديمقراطي (تونس)
الحزب الديمقراطي (بالفرنسية: Les démocrates) هو حزب سياسي تونسي . ايديولوجية الحزب علمانية ليبرالية يسعى لان تكون تونس دولة ديمقراطية متقدمة في جنوب المتوسط وإفريقيا وبقية العالم.